# Хайде, Лусина фон дер
Лусина Хулиана фон дер Хайде (исп. Lucina Juliana von der Heyde; род. 24 января 1997, Посадас) — аргентинская хоккеистка на траве, полузащитник. Участница летних Олимпийских игр 2016 года, чемпионка Америки 2017 года.

## Биография
Лусина фон дер Хайде родилась 24 января 1997 года в аргентинском городе Посадас.
До 2018 года играла в хоккей на траве за «Ривер Плейт» из Буэнос-Айреса, после чего перебралась в немецкий «Мангеймер».
В 2016 году выступала за сборную Аргентины среди юниорок до 21 года, в составе которой провела 16 матчей и завоевала золотую медаль чемпионата мира в Сантьяго.
В том же году вошла в состав женской сборной Аргентины по хоккею на траве на летних Олимпийских играх в Рио-де-Жанейро, занявшей 7-е место. Играла на позиции полузащитника, провела 6 матчей, мячей не забивала.
Дважды выигрывала медали Трофея чемпионов — золото в 2016 году в Лондоне и бронзу в 2018 году в Чанчжоу.
В 2017 году завоевала золотую медаль Панамериканского чемпионата в Ланкастере.
По итогам 2018 года получила приз Международной федерации хоккея на траве «Восходящая звезда» лучшей молодой хоккеистке мира.